# اندرو والمون
اندرو والمون (انگلیسی: Andrew Valmon؛ زادهٔ ۱ ژانویه ۱۹۶۵) دونده اهل ایالات متحده آمریکا بود.
وی در مسابقات کشوری و بین‌المللی در مجموع برندهٔ ۳ مدال طلا، ۱ مدال نقره شده‌است.